# 超能游戏者2
《超能游戏者2》，2010年在俄罗斯上映的科幻片和动作片。

## 剧情
7个嗜好打电游的俄罗斯青年人在一次电游大赛中赢得了一份奖品，就是沃特斯公司的游戏碟，7人使用光碟后获得了一种超能力，枪战、格斗、飙车，无所不能，但是沃特斯公司计划夺取政权，统治世界，而7人则是他们拿来试验的试验品，7人虽然具备了超能力，但是完全听命于达沃斯公司的指挥……

## 演员
- 亚力克萨·巴杜科夫
- 阿格尼娅·蒂科夫斯特

## 制作
《超能游戏者》富有精彩的创意和引人入胜的剧情，赢得了观众的喜爱，被评为“剧情流畅！逻辑清晰！摄影、美工、特效各方面都不错！音乐给力！剪辑出色！各个段落的节奏都非常爽利毫不拖沓！枪战方面出现反恐精英的游戏画面真是让游戏迷内牛满面！爆炸和撞车都很下本钱！这次真的是俄罗斯赢了好莱坞啊！”
由于片中的枪战和暴力镜头，也被质疑是“失败的教育片”。